# Hohmannbana

Hohmannbana (2) i solsystemet från den planet som följer bana (1) till den planet som följer bana (3).

En Hohmannbana eller Hohmanns övergångsbana är en manöver inom rymdfart som används för att förflytta en rymdfarkost eller rymdsond mellan två omloppsbanor på ett effektivt sätt. Till exempel kan en Hohmannbana användas för att flytta en satellit i omlopp runt jorden till en högre bana, eller användas för att resa till en annan planet genom att flytta farkosten från jordens omloppsbana kring solen till den andra planetens bana. Principen är att åka längs den halvellips som har båda omloppsbanorna som gemensam masspunkt och tangerar den inre banan i perihelium samt den yttre banan i aphelium (se figur).
Hohmannbanor används ofta i praktiken eftersom de kräver minst ∆v eller förändring av hastighet (i praktiken minst bränsleåtgång) av alla stabila banor (kaotiska "interplanetary superhighway"-banor kan vara mer effektiva). Detta faktum kan verka paradoxalt med tanke på att Hohmannbanan kräver att man närmast färdas längsta möjliga sträcka. Förklaringen är att Hohmannbanan utnyttjar rörelsen från den ursprungliga banan medan en direkt bana tvingas motverka den, samt att inbromsningen blir mindre krävande. Däremot har Hohmannbanor nackdelen att färden tar lång tid.
Banan beskrevs år 1925 av den tyske ingenjören Walter Hohmann, långt före rymdresandet blev verklighet.